# Final da Copa Libertadores da América de 1993
A Final da Copa Libertadores da América de 1993 foi a decisão da 34º edição da Copa Libertadores da América. Foi disputado o título entre Universidad Católica, do Chile, e São Paulo, do Brasil, nos dias 19 e 26 de maio. Na primeira partida, Estádio do Morumbi, em São Paulo, vitória do clube brasileiro pelo placar de 5-1. No segundo jogo, disputado no Estádio Nacional de Chile, em Santiago, vitória da Universidad Católica por 2-0. No placar agregado, 5-3 para o São Paulo, que conquistou a Libertadores pela segunda vez, e de forma consecutiva.

## Detalhes do jogo

### Primeira partida
| 19 de maio de 1993 | São Paulo                                                        | 5–1 | Universidad Católica | Estádio do Morumbi                     |
|                    | López 30' (g.c.) · Vitor 40' · Gilmar 54' · Raí 60' · Müller 65' |     | Almada 85' (pen.)    | Árbitro: José Torres Cadena (Colômbia) |

| São Paulo | Universidad Católica |

| GK           | 1  | Zetti        |  |     |
| DF           | 2  | Vitor        |  | 66' |
| DF           | 3  | Válber       |  |     |
| DF           | 15 | Gilmar       |  |     |
| DF           | 6  | Ronaldo Luíz |  | 66' |
| MF           | 11 | Cafu         |  |     |
| MF           | 5  | Pintado      |  |     |
| MF           | 17 | Dinho        |  |     |
| MF           | 10 | Raí (c)      |  |     |
| FW           | 9  | Palhinha     |  |     |
| FW           | 7  | Müller       |  |     |
| Reservas:    |    |              |  |     |
| GK           | 12 | Gilberto     |  |     |
| MF           | 14 | Adílson      |  |     |
| DF           | 16 | André Luiz   |  | 66' |
| FW           | 18 | Catê         |  | 66' |
| MF           | 21 | Elivélton    |  |     |
| Treinador:   |    |              |  |     |
| Telê Santana |    |              |  |     |

| GK             | 12 | Oscar Wirth        |  |     |
| DF             | 15 | Leonel Contreras   |  |     |
| DF             | 5  | Daniel López       |  | 62' |
| DF             | 3  | Sergio Vázquez     |  |     |
| DF             | 2  | Andrés Romero      |  |     |
| DF             | 14 | Raimundo Tupper    |  |     |
| MF             | 8  | Ricardo Lunari     |  |     |
| MF             | 19 | Nelson Parraguez   |  |     |
| MF             | 6  | Mario Lepe (c)     |  |     |
| FW             | 11 | Juan Carlos Almada |  |     |
| FW             | 7  | Luis Pérez         |  | 73' |
| Reservas:      |    |                    |  |     |
| GK             | 1  | Patricio Toledo    |  |     |
| FW             | 9  | José Cardozo       |  |     |
| MF             | 10 | Gerardo Reinoso    |  | 73' |
| MF             | 16 | Rodrigo Gómez      |  |     |
| FW             | 20 | Rodrigo Barrera    |  | 62' |
| Treinador:     |    |                    |  |     |
| Ignacio Prieto |    |                    |  |     |

| Árbitros assistentes: John Toro Rendón (Colômbia) Jorge Eliezer Zuluaga (Colômbia) |

Fonte:

### Segunda partida
| 26 de maio de 1993 | Universidad Católica          | 2–0 | São Paulo | Estádio Nacional de Chile                        |
|                    | Lunari 9' · Almada 15' (pen.) |     |           | Público: 50 000 Árbitro: Juan Escobar (Paraguai) |

| Universidad Católica | São Paulo |

| GK             | 12 | Oscar Wirth        |     |     |
| DF             | 15 | Leonel Contreras   |     | 82' |
| DF             | 3  | Sergio Vázquez     |     |     |
| DF             | 2  | Andrés Romero      |     |     |
| DF             | 14 | Raimundo Tupper    |     | 65' |
| MF             | 8  | Ricardo Lunari     |     |     |
| MF             | 19 | Nelson Parraguez   |     |     |
| MF             | 6  | Mario Lepe (c)     |     |     |
| MF             | 11 | Juan Carlos Almada |     |     |
| FW             | 7  | Luis Pérez         |     |     |
| FW             | 20 | Rodrigo Barrera    |     |     |
| Reservas:      |    |                    |     |     |
| GK             | 1  | Patricio Toledo    |     |     |
| DF             |    | Jorge Gómez        |     |     |
| FW             | 9  | José Cardozo       |     | 82' |
| MF             | 10 | Gerardo Reinoso    | 87' | 65' |
| MF             | 16 | Rodrigo Gómez      |     |     |
| Treinador:     |    |                    |     |     |
| Ignacio Prieto |    |                    |     |     |

| GK           | 1  | Zetti          |     |         |
| DF           | 2  | Vitor          |     | 66'     |
| DF           | 3  | Válber         |     |         |
| DF           | 15 | Gilmar         | 63' |         |
| DF           | 24 | Marcos Adriano |     |         |
| MF           | 11 | Cafu           |     |         |
| MF           | 5  | Pintado        |     |         |
| MF           | 17 | Dinho          |     |         |
| MF           | 10 | Raí (c)        |     |         |
| FW           | 9  | Palhinha       |     |         |
| FW           | 7  | Müller         |     |         |
| Reservas:    |    |                |     |         |
| MF           | 8  | Toninho Cerezo |     | 66' 69' |
| Treinador:   |    |                |     |         |
| Telê Santana |    |                |     |         |

| Árbitros assistentes: Sabino Fariña (Paraguai) Oscar Velásquez (Paraguai) Quarto árbitro: Eduardo Gamboa (Chile) |

Fonte:

## Premiação
| Libertadores 1993             |
| ----------------------------- |
| SÃO PAULO Campeão (2º título) |